# Owen Chadwick
 (janvier 2012).
Si vous disposez d'ouvrages ou d'articles de référence ou si vous connaissez des sites web de qualité traitant du thème abordé ici, merci de compléter l'article en donnant les références utiles à sa vérifiabilité et en les liant à la section « Notes et références ».
William Owen Chadwick, né le 20 mai 1916 à Bromley, et mort le 17 juillet 2015 est un professeur britannique, écrivain et éminent historien du christianisme. Il a également été un joueur de rugby.

## Biographie
En 1968, il est élu professeur Regius d'histoire moderne, une chaise qu'il occupe jusqu'en 1982, et est président de la British Academy pendant les années 1980. En tant que vice-chancelier de Cambridge il guide l'université à travers une période difficile à la fin des années 1960, et est chancelier de l'Université d'East Anglia, entre 1984 et 1994.
Il a écrit de nombreux livres, sur la formation de la papauté dans le monde moderne ; sur Lord Acton, sur la sécularisation de la pensée et la culture européennes, sur la Réforme, sur l'Église d'Angleterre en Angleterre et ailleurs. Il a notamment participé au débat sur le Pape Pie XII et la Shoah.
Il est le frère de Henry Chadwick, un des plus grands patristiciens et théologiens anglicans du XXe siècle.